# Hyla valenciennii
Espèce
"Hyla" valenciennii est une espèce d'amphibien de la famille des Hylidés dont la position taxonomique est incertaine (Incertae sedis).

## Publication originale
- Fitzinger, 1826 : Neue classification der reptilien nach ihren natürlichen verwandtschaften. Nebst einer verwandtschafts-tafel und einem verzeichnisse der reptilien-sammlung des K. K. zoologischen museum's zu Wien, p. 1-67 (texte intégral).